# María Mendoza de Vives
María Mendoza de Vives (Ardales, 1819 o 19 de diciembre de 1821-Barcelona, 21 de febrero de 1894)
 fue una escritora española, principalmente de poesía y novelas.

## Biografía
María Mendoza y Méndez, nació en Ardales, provincia de Málaga, hija del médico Juan Mendoza y Rico y de Luisa Agustina Méndez y Parada. A pesar de crecer en el seno de una familia acomodada, su madre no le dejaba escribir. Fue a partir del fallecimiento de su madre, que comenzó a escribir y más tarde publicar algunos de sus poemas en periódicos de Málaga y Granada, alrededor de 1838. Comenzó a colaborar en El Guadalhorce y La Alhambra entre 1839 y 1840, donde compartía las tareas con Dolores Gómez de Cádiz.
En febrero de 1841, a los 20 años se casó con Ramón Vives y Torrebadella, un funcionario judicial, a quién acompañó en sus destinos, trasladándose a diversos lugares de Cataluña. El matrimonio tuvo al menos dos hijas que llegaron a adultas, María y Montserrat, a las que educó en casa.
Cuando se trasladó a Barcelona, continuó colaborando en la prensa, en concreto en El Diario de Barcelona (1851),  La Floresta (1857),  El Siglo Literario (1874) La Moda Elegante (1878), Semanario Familiar Pintoresco (1879), La Ilustración (1880), El Mundo Ilustrado (1880), La Ilustración de la Mujer (1883), Los Niños (1883-1886), La Velada (1892) y La Ilustración Moderna (1894).
Fue muy bien recibida en la ciudad condal, llegando a ser nombrada Reina de las fiestas en los Primeros Juegos Florales de Barcelona en 1859, a propuesta de Isabel Villamartín, que era la ganadora de la Flor natural, de ese año. Cultivó el género poético de costumbres y el cuento moral, insertándose en el movimiento literario femenino iniciado en Barcelona en 1860 junto a figuras como Pilar Pascual de San Juan y María Josefa Massanés con la que perteneció al movimiento cultural y literario la Renaixença. En el año 1863, su esposo fue nombrado fiscal de Su Majestad en la Audiencia de Manila, en Filipinas, a donde se trasladaron hasta febrero de 1865 cuando, al quedar viuda, regresó a Barcelona.
Contrajo segundas nupcias y se trasladó temporalmente a Madrid, pero continuando su actividad literaria.
Como era norma habitual, participó en veladas literarias, obteniendo en 1876 un premio en Gerona por Recuerdos de Andalucía y otro en 1878 por su poema Una Página de Gloria, basado en la conquista de Mallorca. Fue socia de mérito de diversas asociaciones, como la Real Academia de Buenas Letras de Barcelona y Filarmónica. Prologó Espumas de Enrique Claudio Girbal (1888) y participó en las obras colectivas Las mujeres españolas, americanas y lusitanas (1885) y Escritoras españolas contemporáneas (1909).
Falleció a los 72 años, el 21 de febrero de 1894 en Barcelona.
De esta injustamente olvidada malagueña tal como la definió Juan Valera, apenas si tenemos más datos, salvo un comentario de Nicolás Díez Benjumea quien justificaba los silencios literarios de María Mendoza a causa del fallecimiento del esposo y alguno de sus hijos, destacando como nota relevante de su persona el ser «tan excelente y completa señora como amante esposa y cariñosa madre».

## Leyendas en verso
La obra de esta escritora malagueña se desarrolla desde 1840 a 1890. Todos los aspectos propios de su obra, contenidos, técnica o lenguaje, están sujetos a los cánones de un romanticismo tardío. La autora optó por la lírica y la narrativa, especialmente centrándose en las leyendas en verso, ya que este género le permitía unir las dos modalidades discursivas anteriormente mencionadas. Por su contenido podemos clasificar las leyendas que escribió María Mendoza en cuatro series: tradicionales, históricas, religiosas y orientales.
Las dos primeras son las que despiertan un mayor interés y en ellas convergen los principales motivos de su universo creador, ya que nos muestra una visión del mundo y de la naturaleza humana desde una óptica claramente femenina. Directamente relacionado con esto, se observa que buena parte de los personajes femeninos no responden al estereotipo puramente romántico de la joven pura e inocente, que sucumbe a los peligros externos. En cambio, en estos dos tipos de leyendas de la autora, sin dejar de perder su papel de víctima, la mujer, conducida injustamente por su destino, recibe su castigo. 
La postura feminista se expresa de manera distintas en dos de sus primeras leyendas. La primera, Brígida (1847), está ambientada en la época de Carlos III. En la trama se puede observar la fatalidad que hace que una esposa mate a su marido con el fin de salvar a su amante, en el momento en que ambos son descubiertos. Lo sorprendente es que ella reciba por su acción el desprecio de este último, su amante. Sin embargo, la postura feminista se expresa de un modo diverso en su leyenda El Conde de Teba (1852), de carácter histórico medieval. La trama de esta leyenda está marcada por el fuerte dramatismo, marcado ahora por el sufrimiento de una mujer casada con un señor feudal cuya única ocupación es la guerra, sin tiempo para su esposa. Ella se siente sola, falta de amor y sin la esperanza de tener un hijo. Finalmente, la relación acaba trágicamente, cuando la mujer le manifiesta a su marido su deseo de ingresar en un convento, y este, en un arrebato de celos, mata al fraile confesor de su esposa. 
En cambio, en otros títulos como No hay venganza sin castigo (1861) el arquetipo femenino se ajusta más al modelo romántico de la joven angelical, aunque, incluso ahí, sigue presente el clima de violencia dentro de un mundo medieval.

## Obras
- Brígida (Diario de Barcelona,[2] 1851)
- Quien mal anda, mal acaba (1862)[3]
- Hijo por hijo: Narración de un suceso (1862)
- Las barras de plata (1866 en París y 1887 en España)
- Flores de otoño (1879)[8]
- Las serpientes del rey[8] (1881)[8] en el Mundo Ilustrado de Barcelona
- Preferencias de un padre (1887)
- La Pubila Ferreró (1887)[8]
- Las llaves perdidas (1887)
- La loca de las tres cruces (1887)
- El alma de una madre
- El conde de Teba (Diario de Barcelona)[2]
- El cuento del peregrino
- La montaña de fuego
- Un velatorio